# Кривопустов, Сергей Петрович
Кривопустов Сергей Петрович (укр.  Сергій Петрович Кривопустов, 17 июля 1966, Нежин) — украинский врач, профессор медицины, учёный. 
Заслуженный врач Украины (2016).

## Биография
Сергей Петрович родился 17 июля 1966 года в городе Нежине Черниговской области. В 1989 году окончил педиатрический факультет Киевского медицинского института. Последипломную подготовку прошёл в клинической ординатуре Киевского медицинского института и Медицинской Школе Университета Пенсильвании.
С 1992 по 2003 гг. — ассистент, затем доцент кафедры госпитальной педиатрии Киевского медицинского института (в н.в. — педиатрии № 2 Национального медицинского университета имени А. А. Богомольца). С 2003 г. по н.в. — профессор кафедры педиатрии № 2 Национального медицинского университета имени А. А. Богомольца.
Заведующий научно-исследовательским сектором Национального медицинского университета имени А. А. Богомольца (1999—2003). Ответственный секретарь Ассоциации педиатров Украины (1999—2003). Член Правления Ассоциации педиатров Украины.
В 1992 году защитил кандидатскую диссертацию «Функциональное состояние миокарда у детей с нарушением сердечного ритма по данным ультразвуковой доплеркардиографии и эхокардиографии», в 1998 г. — докторскую диссертацию «Состояние сердечно-сосудистой системы у детей, которые перенесли анте- и интранатальную гипоксию, и его патогенетическая коррекция». Ученик профессора В. М. Сидельникова. В 2004 г. было присвоено ученое звание «профессор».

## Труды
Автор около 600 научных и учебно-методических работ, из которых 25 — учебники, пособия и монографии.
Автор научных разработок в области неонатологии и педиатрической кардиологии. Известны труды по изучению гемодинамической роли кардиальных дизритмий, синдрома персистирующего фетального кровообращения, антимикробной терапии у детей и др.
Имеет подготовку по доказательной медицине (USAID, 2007) и GCP.

## Награды
Награждён Почетными грамотами МЗ Украины, Почетной грамотой МОН Украины, Дипломом Президиума АМН Украины, Почетной грамотой Киевского городского головы, Благодарностью Киевского городского головы, «Знаком почета» Национальной медицинской палаты Украины, Почетным Дипломом Украинской Ассоциации ультразвуковой диагностики, Грамотой Ассоциации педиатров Украины. Лауреат Украинской премии имени доктора Реккевега.